# Santissima Trinità a Via Condotti
Santissima Trinità a Via Condotti ou Igreja da Santíssima Trindade na Via Condotti, chamada também de Santissima Trinità degli Spagnoli ou Igreja da Santíssima Trindade dos Espanhóis, é uma igreja de Roma localizada no rione Campo Marzio, no início da Via Condotti. É uma das igrejas nacionais da Espanha em Roma.

## História
A igreja e o convento anexo foram construído pelos trinitários espanhóis entre 1741 e 1746 durante o pontificado de Bento XIV. Os dois edifícios foram projetados pelo arquiteto português Emanuele Rodriguez Dos Santos, apoiado por Giuseppe Sardi. Foi no local do antigo Palazzo Ruccellai, adquirido em 1733 por 25 474 scudi pelo padre trinitário Lorenzo em nome das províncias de Navarra, Castela e Leão do Reino da Espanha. Logo depois, a fundação foi colocada sob a proteção da coroa espanhola.
A igreja tem uma fachada côncava com estátuas dos dois fundadores da Ordem da Santíssima Trindade, São João de Matha e São Félix de Valois, e o brasão de Filipe V da Espanha. O interior é composto por um vestíbulo e uma nave de planta elíptica com sete capelas laterais interligadas (sete à direita e três à esquerda), todas abrigando ainda hoje as pinturas originais do século XVIII.
A peça-de-altar do altar-mor é "A Santíssima Trindade e a Libertação de um Escravo", de Corrado Giaquinto. Acima dela estão duas outras obras menores de Antonio González Velázquez, "Abraão e os Três Anjos" e "Abraão e Sara". A pintura principal no teto é "Glória de São João de Matha", de Gregorio Guglielmi, e as pinturas no teto das capelas são de Andrea Casali.
Em 1880, a comunidade local havia encolhido de tal forma que os superiores da ordem decidiram transformar o convento em uma universidade dominicana para missionários ao Extremo Oriente.

## Galeria

Imagens da igreja
Gravura do século XVIII da igreja e do convento anexo.
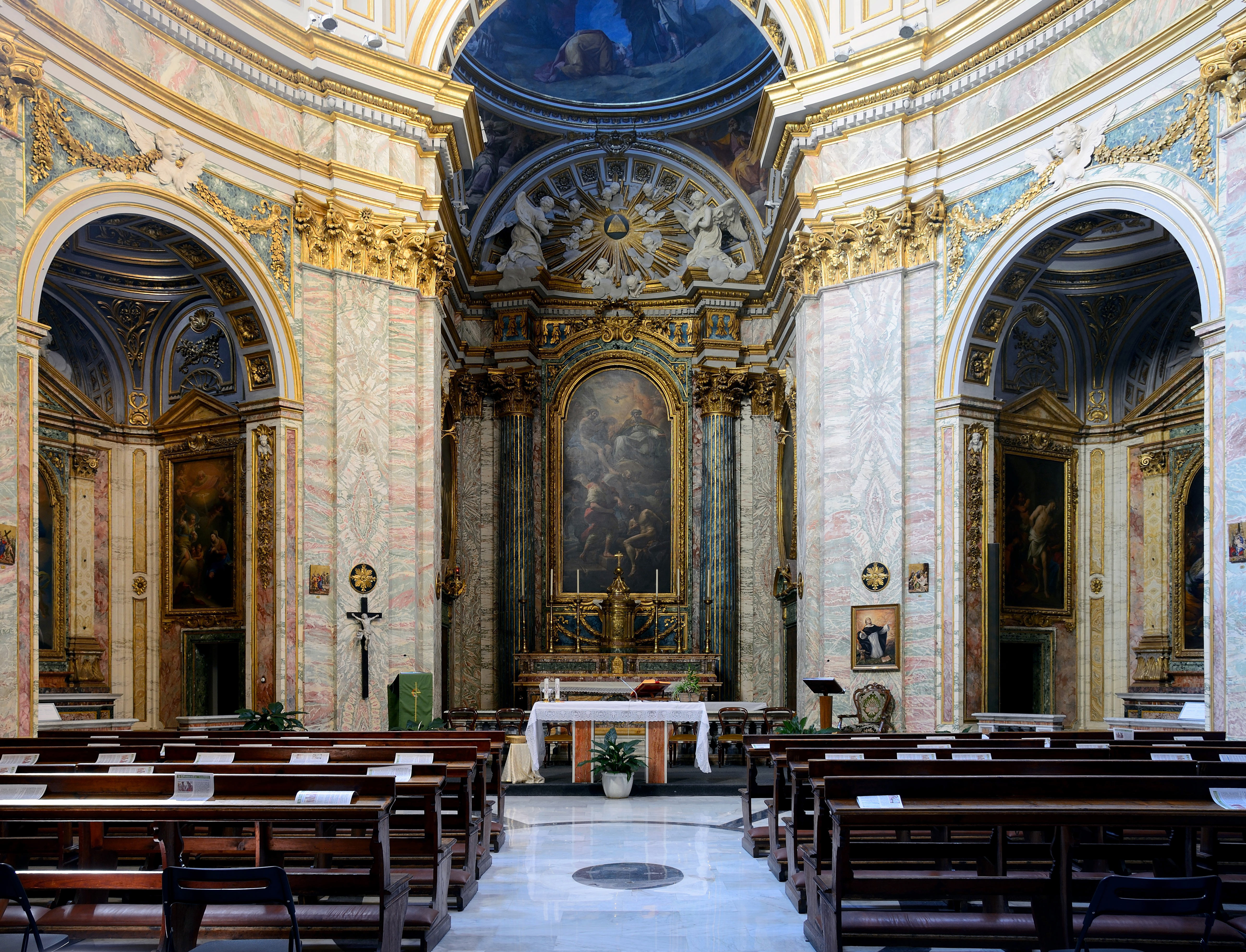
Vista do interior.
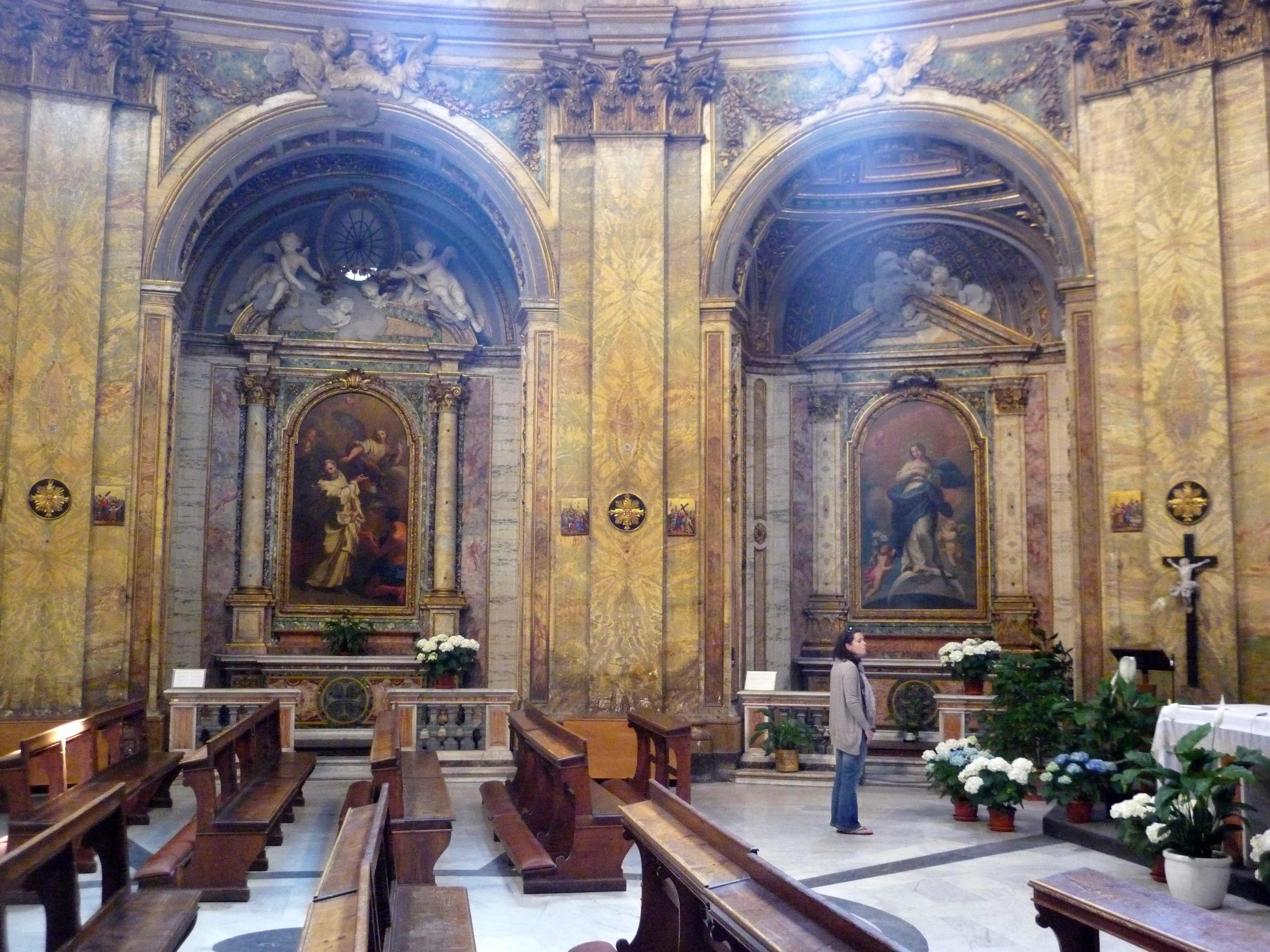
Capelas laterais.